# Удай Сінґх II
Удай Сінґх II (*4 серпня 1522 — 28 лютого 1572) — раджпутський магарана держави Мевар у 1537—1572 роках.

## Життєпис
Походив з клану Сесодія. Третій син Санграм Сінґха, відомого ворога мусульманських династій північної Індії. Після смерті батька у 1527 році, владу перебрав його старший син Ратан Сінґх II, після загибелі якого у 1531 році наступник магарана став інший брат Удай Сінґха — Вікрамадітья Сінґх. У 1534 році у зв'язку з початком війни проти Гуджарата Удай Сінґха відправлено до родичів матері — Бунді.
Тут він перебував до 1537 року, коли Вікрамадітью Сінґха було вбито Ванвіром, що намагався стати новим правителем Чітора. Проте Удай Сінґха визнано новим магарана, проте офіційну коронацію він зміг лише у 1540 році. В цей час він вимушений був визнати владу Шер Шаха Сурі, який у 1543 році здолав Малдеву Ратхора, раджу Марвара. 1545 року прийшов на допомогу Хаджі-хану, правителю Адмера і Нагаура, який також був васалом Сурі. В результаті було завдано поразки Малдеву Ратхору, який намагався відвоювати ці міста.
Лише у 1555 році Удай Сінґх II зміг скинути владу династію Сурі. Невдовзі переміг хаджі-хана, відвоювавши нагаур і Аджмер. Останній втік до князівства Марвар. Поки тривали війни Великих Моголів проти афганських феодалів, він спокійно керував своїм князівством. 1557 року проти нього виступив Малдева Ратхор і Хаджі-хан, які в битві біля Хармоді, завдали мевраському війську поразки. В результаті Хадж-хан отримав Нагаур, а Маледва — Мерту.
У 1558 році Удай Сінґх II вимушений був направити заручником свого сина Пратап Сінґха до Делі. У 1562 році надав прихисток Баз Бахадуру, султану Мальви. що втік від військ могольського падишаха Акбара. Тоді ж Пратап Сінґх втік з Делі.
Це викликало війну з імперією Великих Моголів. У жовтні 1567 року армія Акбара підійшла до Чітора. Проте Удай Сінґх II втік з міста, заховавшись у горах. Після тривалої облоги фортеця впала.
Після зруйнування своєї столиці Чітор Удай Сінґх II визнав владу Моголів, а також у 1570 році заснував нову столицю Удайпур. Останні роки займався її розбудовою. 1571 року надав прихисток Чандрасену Ратхору, раджі Марвару, за якого видав свою доньку. Перед смертю у 1572 році оголосив спадкоємцем старшого сина Пратап Сінґха.